# Goera latispina
Goera latispina is een schietmot uit de familie Goeridae. De soort komt voor in het Oriëntaals gebied.